# Mládzovo
Mládzovo (ungarisch Nemesfalva – bis 1898 Mlágyó) ist eine Gemeinde in der südlichen Mittelslowakei mit 122 Einwohnern (Stand 31. Dezember 2024) und gehört zum Okres Poltár, einem Kreis des Banskobystrický kraj.

## Geographie

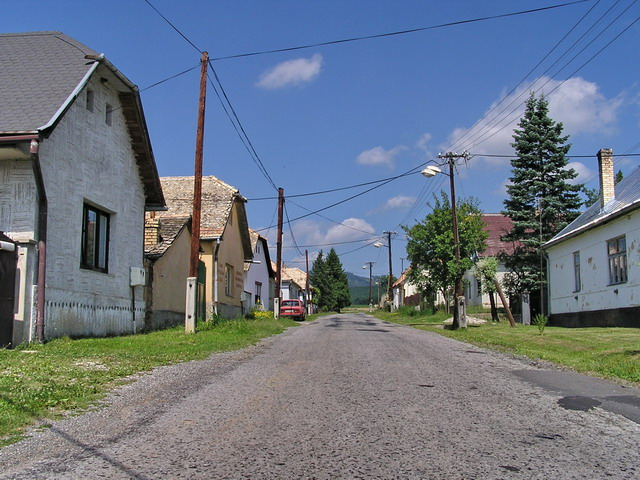
Straßenansicht in Mládzovo

Die Gemeinde befindet sich am Südrand des Slowakischen Erzgebirges und gleichzeitig am Westrand von dessen Untereinheit Revúcka vrchovina, im Tal des Banský potok im Einzugsgebiet des Ipeľ. Das Ortszentrum liegt auf einer Höhe von 240 m n.m. und ist acht Kilometer von Poltár entfernt.
Nachbargemeinden sind Ozdín (Hauptort und Ortsteil Bystrička) im Norden, Rovňany im Nordosten, Breznička im Südosten, Kalinovo im Süden und Cinobaňa (Hauptort und Ortsteil Turíčky) im Westen.

## Geschichte

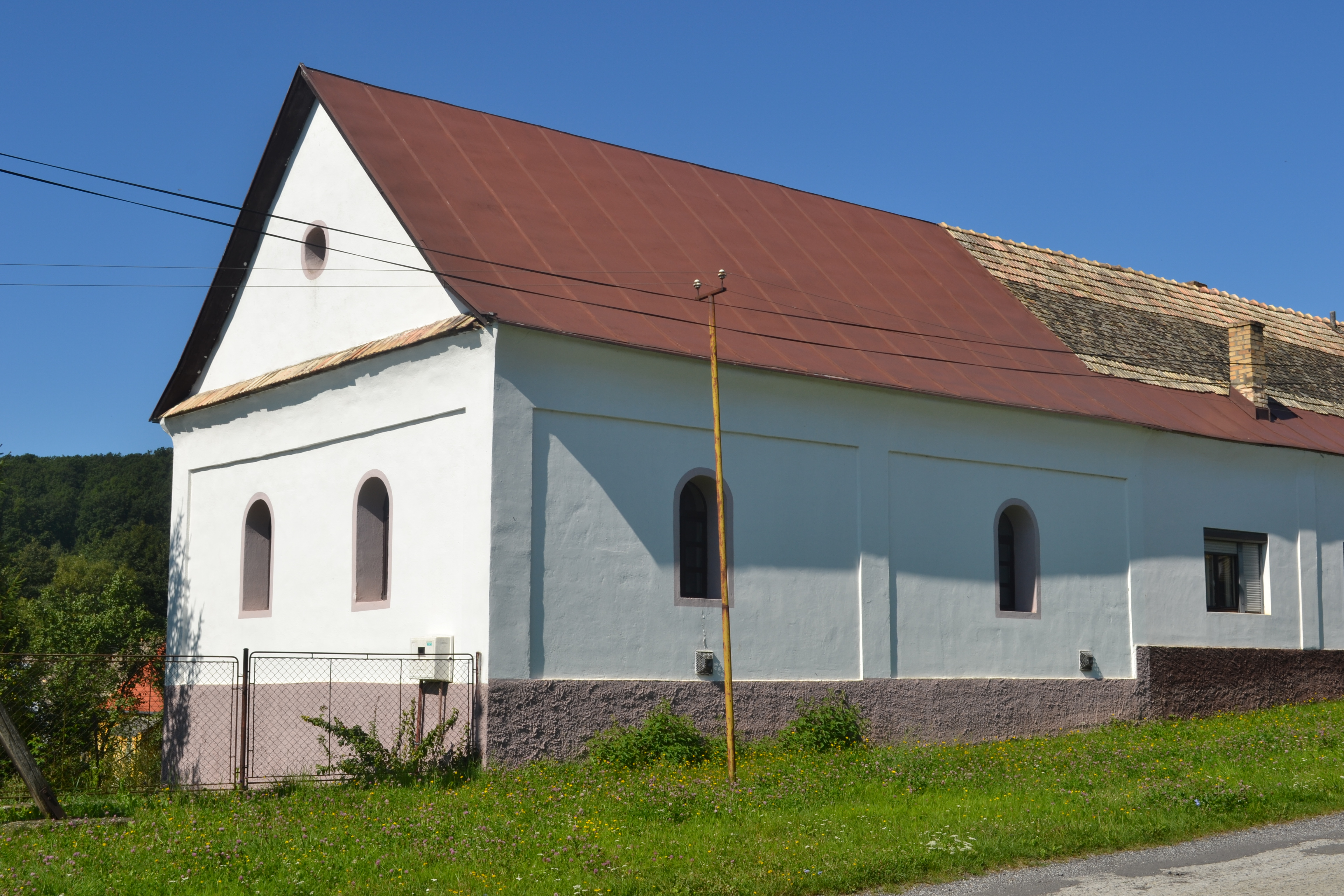
Evangelische Kirche in Mládzovo

Mládzovo wurde zum ersten Mal erst 1436 als Mlagho schriftlich erwähnt und gehörte ab dem späten 16. Jahrhundert jeweils zum Teil den Herrschaftsgebieten von Divín und Salgó. 1828 zählte man 19 Häuser und 146 Einwohner, die als Landwirte, Viehhalter und Hersteller von Holzgeschirr beschäftigt waren.
Bis 1918/1919 gehörte der im Komitat Neograd liegende Ort zum Königreich Ungarn und kam danach zur Tschechoslowakei beziehungsweise heute Slowakei.

## Bevölkerung
| Jahr                | 1994 | 2004     | 2014 | 2024     |
| ------------------- | ---- | -------- | ---- | -------- |
| Anzahl der Personen | 118  | 104      | 104  | 122      |
| Unterschied         |      | −11,86 % | +0 % | +17,30 % |

| Jahr                | 2023 | 2024     |
| ------------------- | ---- | -------- |
| Anzahl der Personen | 110  | 122      |
| Unterschied         |      | +10,90 % |

Gemäß der Volkszählung 2011 wohnten in Mládzovo 109 Einwohner, davon 105 Slowaken. Vier Einwohner machten keine Angabe zur Ethnie.
46 Einwohner bekannten sich zur römisch-katholischen Kirche und 38 Einwohner zur Evangelischen Kirche A. B. 18 Einwohner waren konfessionslos und bei sieben Einwohnern wurde die Konfession nicht ermittelt.

## Bauwerke und Denkmäler
- evangelische Kirche im spätklassizistischen Stil aus dem Jahr 1865